# Вильде, Эдуард Юрьевич
Э́дуард Ви́льде (эст. Eduard Vilde; 4 марта 1865, Пудивере — 26 декабря 1933, Таллин) — эстонский писатель, драматург и журналист, представитель критического реализма в эстонской литературе.

## Биография
Родился 4 марта 1865 года в Пудивере.
Учился в Ревельском уездном училище, которое окончил в 1882 году. Был журналистом с 1883 года — работал в различных газетах в Ревеле, Дерпте и Риге.
В 1890—1892 годах жил в Берлине. В 1896 жил в Москве, где общался с марксистскими кружками латышских студентов.
Принял участие в революционном движении 1905 года и вынужден был эмигрировать в Финляндию, где издавал политический сатирический журнал «Виселица» (1906), который тайно распространялся в Эстляндии. Затем эмигрировал в Данию, жил в Копенгагене.
Поездка в Америку в 1911 году дала писателю материал для сборника сатирических фельетонов «Улыбки».
Вернулся на родину после Февральской революции 1917 года. Вступил в Эстонскую социал-демократическую партию. В независимой довоенной Эстонии занимался в основном изданием собрания своих сочинений.
Перед смертью Вильде обратился с воззванием к эстонскому народу, призывая его к активной борьбе против фашизма.

## Творчество
В своих произведениях Эдуард Вильде изображал разорение и обнищание эстонской деревни и пролетаризацию крестьянства (романы «В холодную страну» («Külmale maale», 1896), «Железные руки» («Raudsed käed», 1898) и др.).
Эдуард Вильде написал историческую трилогию о крестьянских волнениях в Эстонии конца 1850-х годов — «Война в Махтра» («Mahtra sõda», 1902), «Ходоки из Ания » («Kui Anija mehed Tallinnas käisid», 1903), «Пророк Малтсвет» («Prohvet Maltsvet», 1905—1908). Трилогию пронизывает мысль о том, что освобождение народа из-под гнёта прибалтийско-немецких помещиков не может произойти без активной борьбы крестьянства.
Другие значительные произведения — роман «Молочник из Мяэкюла» («Mäeküla piimamees», 1916), экранизированный в 1965 году на киностудии «Таллинфильм», и пьеса «Домовой» («Pisuhänd», 1913), по которой в 1981 году на эстонском телевидении был поставлен телеспектакль.
Часть его произведений переведена на финский, немецкий, латышский и русский языки.

## Память
- В Киеве именем Вильде названа одна из улиц жилого массива Воскресенка.
- В Таллине именем Вильде названа одна из улиц района Мустамяэ. В советское время имя Вильде носила улица Рюйтли в Нарве.
- На стене почтового отделения нынешнего села Береговое Бахчисарайского района Крыма висит мемориальная доска писателю.
- В 1965 году была выпущена почтовая марка СССР, посвящённая Вильде.
- Памятник писателю на улице Харью в Таллине (1965, скульптор Альберт Эскель и архитектор Аллан Мурдмаа)[2].
- Памятник писателю на мызе Мууга (1959, автор Ф. Саннамеэс).
- Писателю посвящена также скульптурная группа «Оскар Уайльд и Эдуард Вильде» («Два Вильде») на улице Валликраави в Тарту (1999, Тийу Кирсипуу)[3].
- Имя Эдуарда Вильде в советское время носил Таллинский педагогический институт.

Вошёл в составленный в 1999 году по результатам письменного и онлайн-голосования список 100 великих деятелей Эстонии XX века.